# آناتولی سولونیتسین
آناتولی سولونیتسین (روسی: Анатолий (Отто) Алексеевич Солоницын؛ ۳۰ اوت ۱۹۳۴ – ۱۱ ژوئن ۱۹۸۲) یک هنرپیشه اهل اتحاد جماهیر سوسیالیستی شوروی بود.
از فیلم‌ها یا برنامه‌های تلویزیونی که وی در آن نقش داشته‌است می‌توان به سولاریس، استاکر، آندری روبلوف، عروج و آینه اشاره کرد.